# Нижні Халби
Нижні Ха́лби (рос. Нижние Халбы) — село у складі Комсомольського району Хабаровського краю, Росія. Адміністративний центр Нижньохалбинського сільського поселення.

## Населення
Населення — 351 особа (2010; 415 у 2002).
Національний склад (станом на 2002 рік):
- нанайці — 60 %
- росіяни — 27 %